# Gaúcho-chocolate
O gaúcho-chocolate (Neoxolmis rufiventris) é uma espécie de ave da família Tyrannidae. É a única espécie do género Neoxolmis.
Pode ser encontrada nos seguintes países: Argentina, Brasil, Chile e Uruguai.
Os seus habitats naturais são: campos de gramíneas de clima temperado.